# Lnica

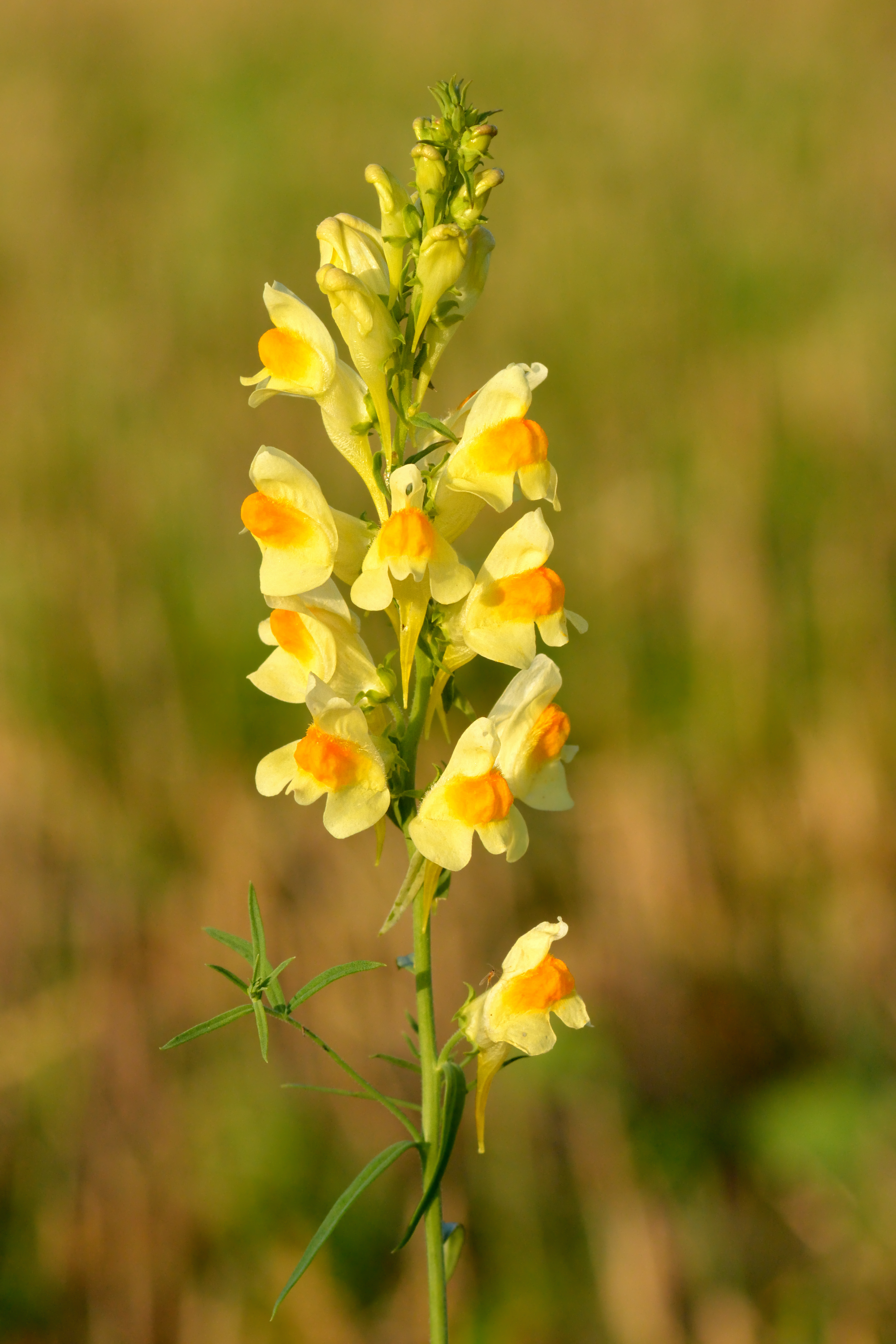
Lnica pospolita

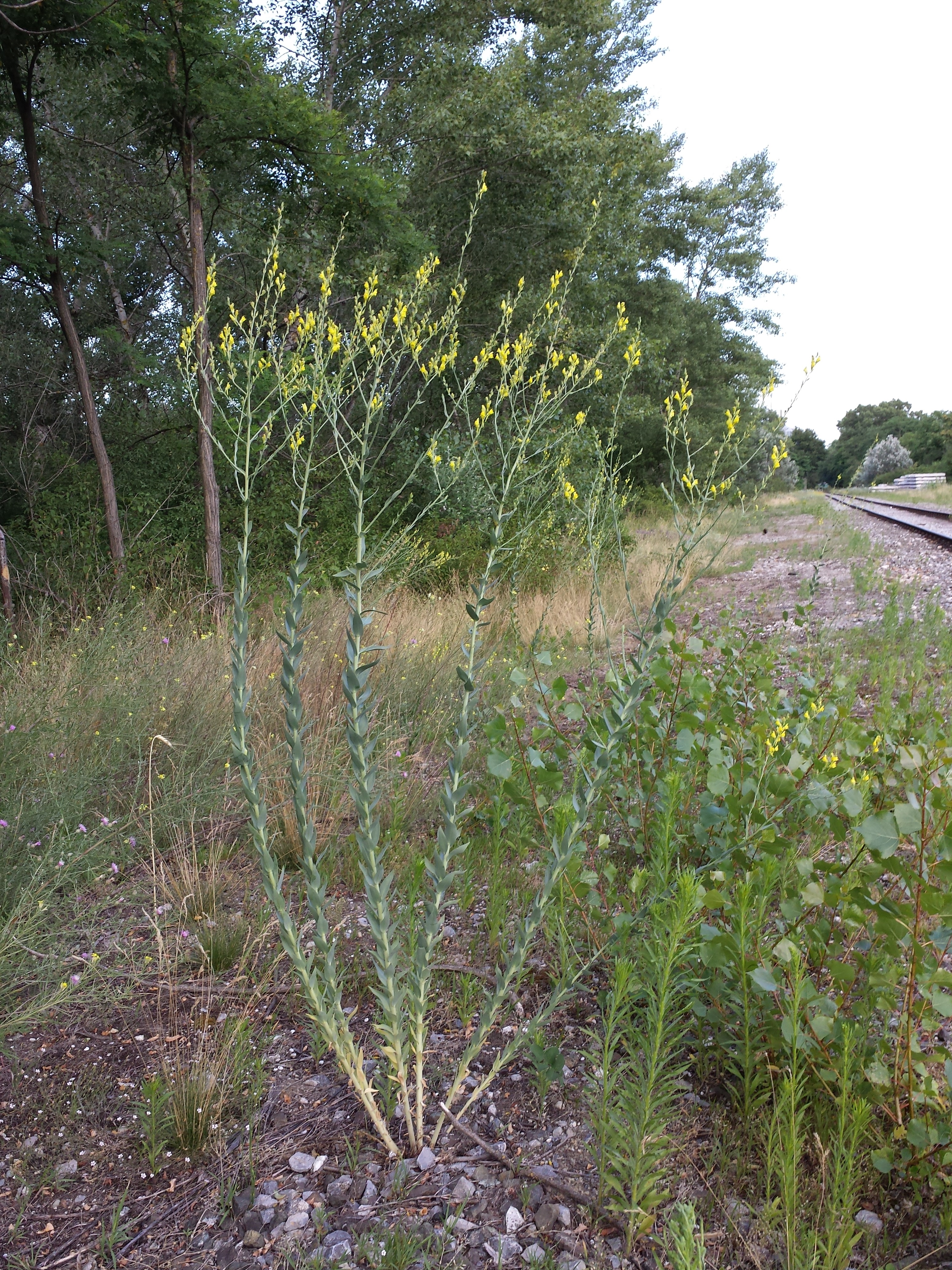
Lnica janowcowata

Lnica (Linaria L.) – rodzaj roślin należący do rodziny babkowatych, dawniej umieszczany zwykle w trędownikowatych (Scrophulariaceae). Obejmuje ok. 150 gatunków do blisko 190 gatunków. Występują one głównie w strefie klimatu umiarkowanego Starego Świata, jeden przedstawiciel rodzaju występuje także w Ameryce Północnej. W Polsce dziko rośnie 12 gatunków (łącznie z przejściowo dziczejącymi efemerofitami). 
Niektóre gatunki są uprawiane jako ozdobne. Niektóre też wykorzystywane są jako lecznicze.

## Rozmieszczenie geograficzne
Zasięg rodzaju obejmuje niemal całą Europę (bez Islandii), znaczną część Azji (bez południowych krańców kontynentu) i północną Afrykę. Jeden gatunek – L. canadensis – rośnie w Ameryce Północnej. Centrum zróżnicowania jest basen Morza Śródziemnego, a zwłaszcza Półwysep Iberyjski, gdzie rosną 54 gatunki (w sumie w Europie – 77). W Polsce dziko rośnie 12 gatunków (łącznie z efemerofitami), z czego dwa są rodzime. 
Rośliny z tego rodzaju introdukowane zostały także do strefy umiarkowanej półkuli południowej – do Nowej Zelandii, południowej części Ameryki Południowej i Afryki.
Gatunki flory Polski
Pierwsza nazwa naukowa według listy krajowej, druga – obowiązująca według bazy taksonomicznej Plants of the World online (jeśli jest inna)
- lnica alepska, lnica aleppska[8], l. chalepska[9] Linaria chalepensis (L.) Mill. – efemerofit
- lnica dalmacka Linaria dalmatica (L.) Mill. – efemerofit
- lnica dwudzielna Linaria incarnata (Vent.) Spreng. – efemerofit
- lnica polna Linaria arvensis (L.) Desf. – antropofit zadomowiony
- lnica janowcowata Linaria genistifolia (L.) Mill.
- lnica kreskowana Linaria repens (L.) Mill. – antropofit zadomowiony
- lnica pospolita Linaria vulgaris Mill.
- lnica purpurowa Linaria purpurea (L.) Mill. – efemerofit
- lnica skalna Linaria saxatilis (L.) Chaz. – efemerofit
- lnica wonna Linaria odora (M. Bieb) Fisch. ≡ Linaria loeselii Schweigg.
- lnica pojedyncza Linaria simplex (L.) DC. – efemerofit
- lnica miotlasta, lnica sznurowata Linaria spartea (L.) Chaz. – antropofit zadomowiony

## Morfologia

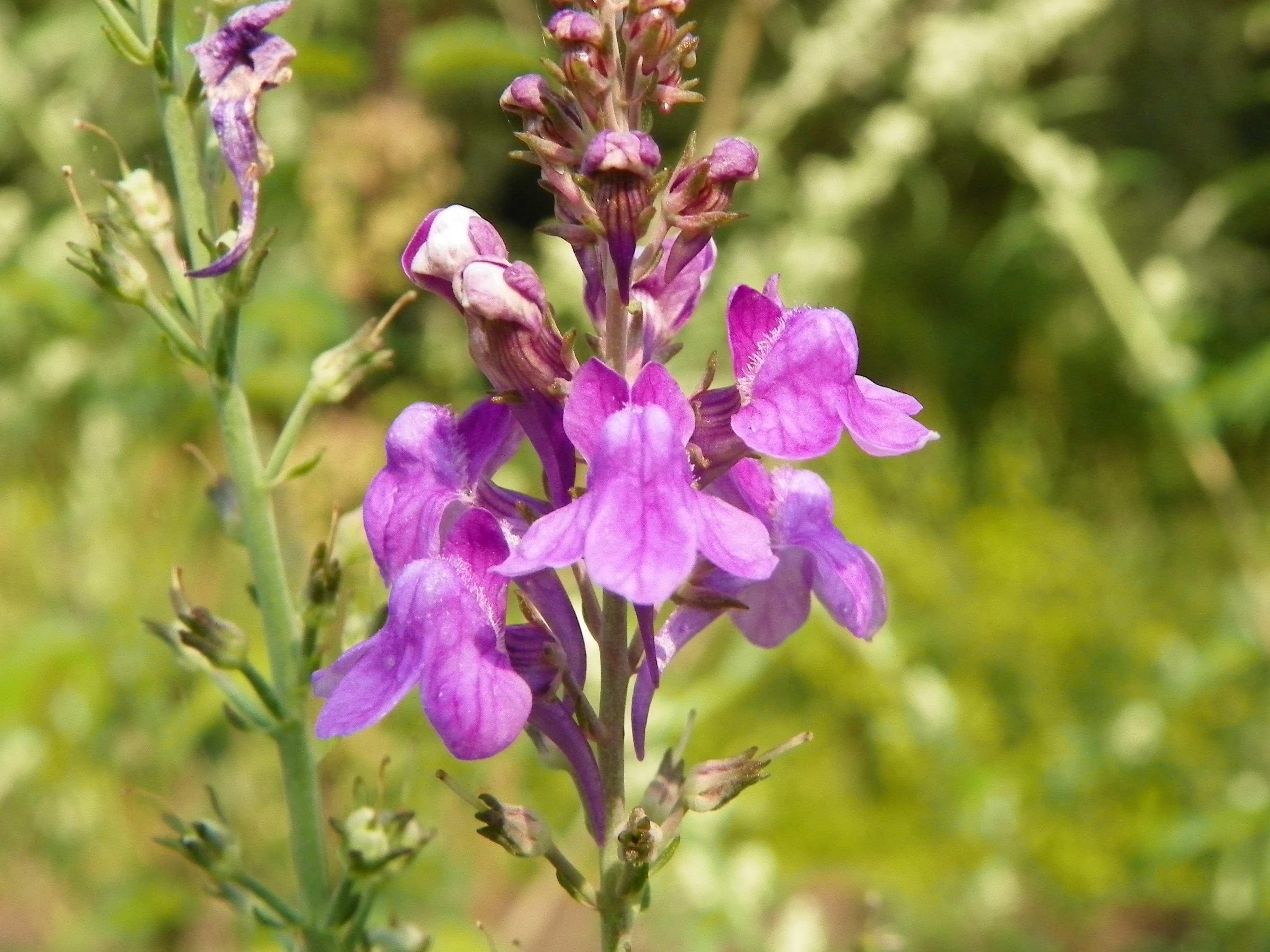
Lnica purpurowa

PokrójRośliny zielne, zarówno roczne, jak i wieloletnie, czasem o pędach wspinających się, osiągających do 1,5 m wysokości.
LiścieSkrętoległe, naprzeciwległe lub okółkowe (zwykle tylko w dolnej części pędu), pojedyncze, często siedzące.
KwiatyZebrane w szczytowe grona, kłosy, rzadko główki. Działek kielicha jest 5, często są nierówne i zrośnięte tylko u nasady. Korona kwiatu zrośnięta w krótką rurkę, na końcu dwuwargowa, a u nasady z ostrogą. Gardziel korony jest całkowicie lub prawie całkowicie zamknięta owłosionym wybrzuszeniem dolnej wargi. Dolna warga jest okazała, podzielona na trzy łatki. Górna warga jest mniejsza, dwułatkowa i prosto wzniesiona. Pręciki cztery, w dwóch parach po dwa (jedna para dłuższa). Zalążnia górna, dwukomorowa, z licznymi zalążkami i pojedynczą szyjką słupka.
OwoceTorebki otwierające się na szczycie kilkoma nieregularnymi porami lub klapami. Nasiona często spłaszczone i oskrzydlone, ale też nerkowate lub trójkanciaste.

## Systematyka

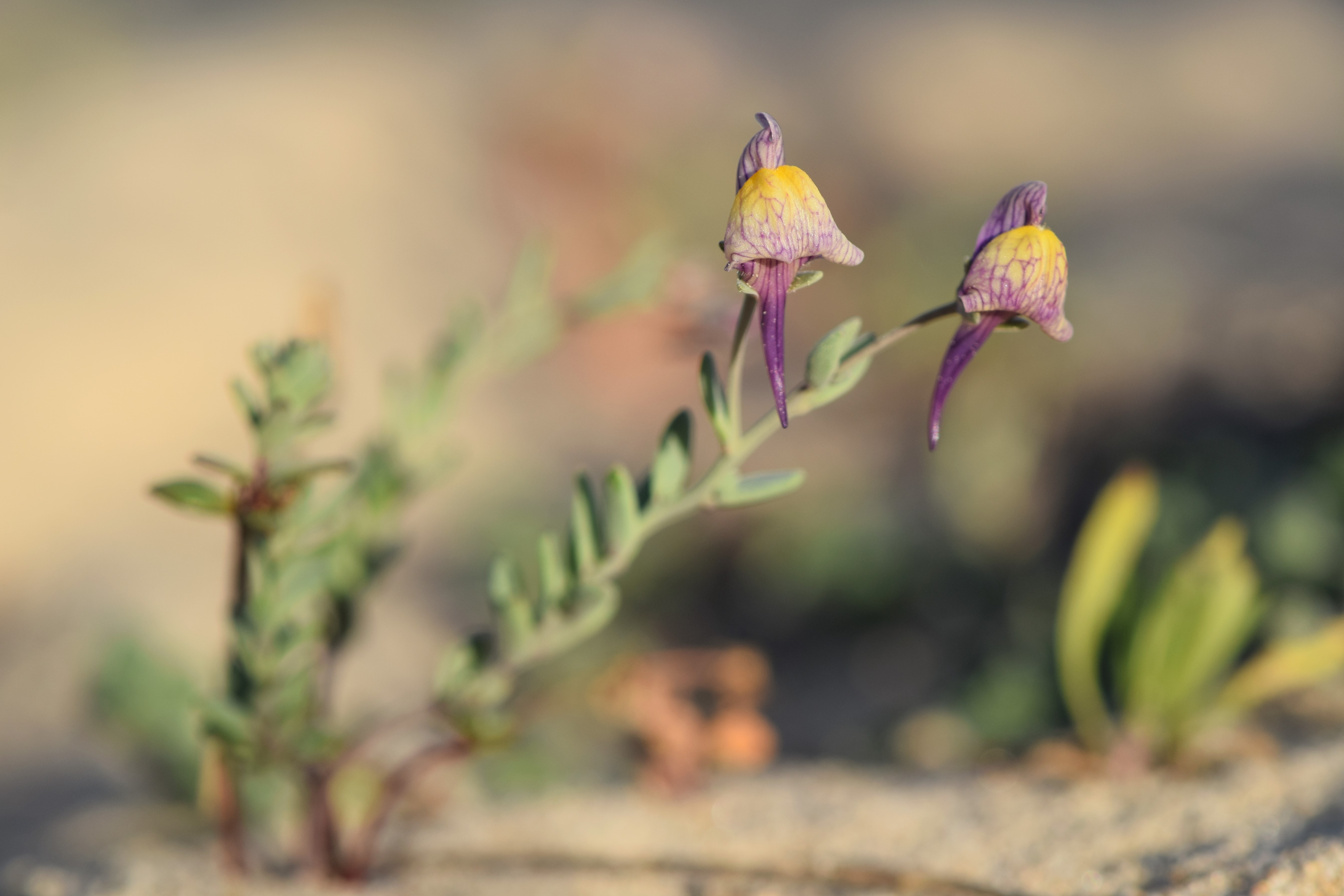
Linaria pedunculata

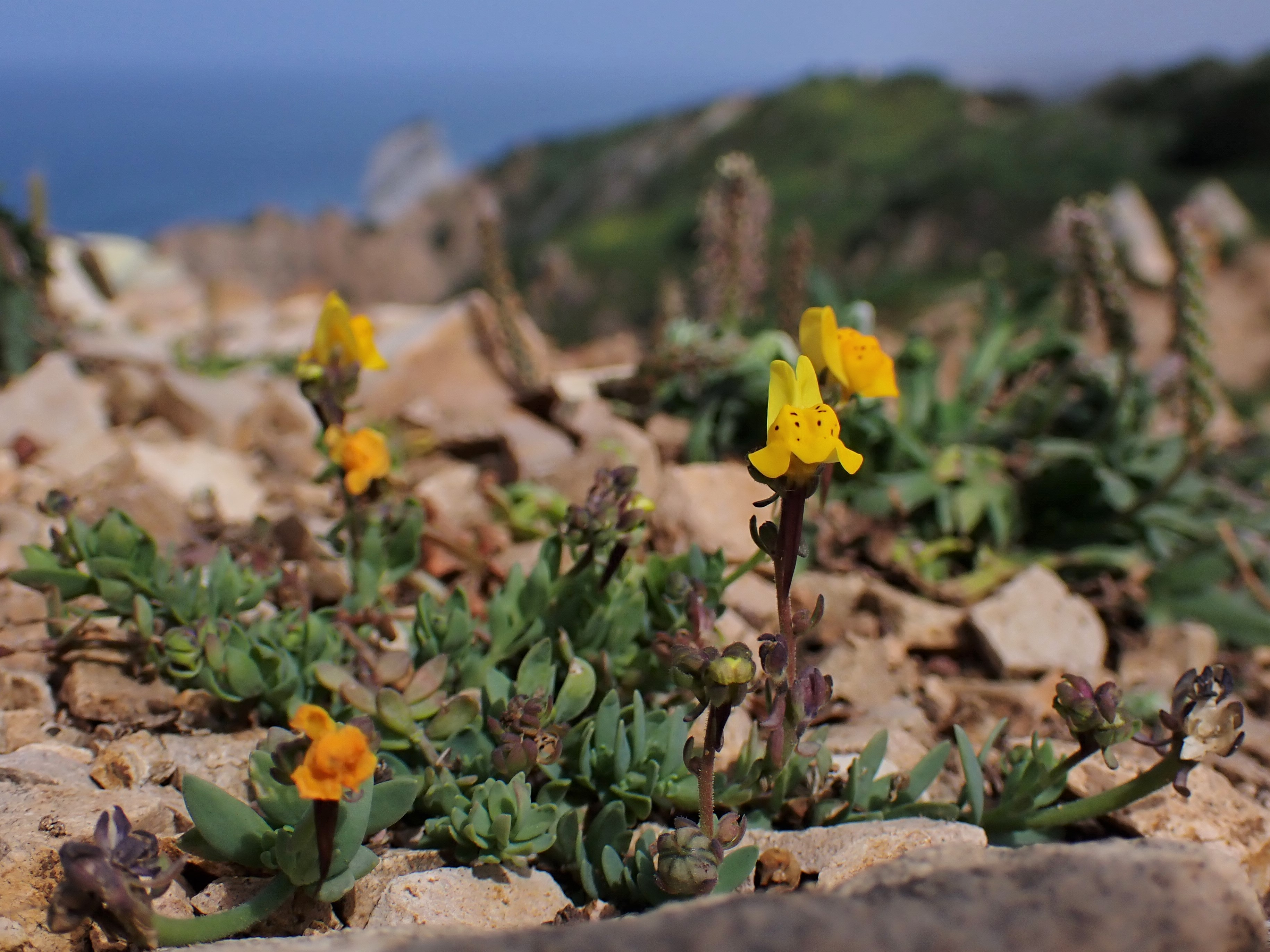
Linaria amethystea subsp. multipunctata

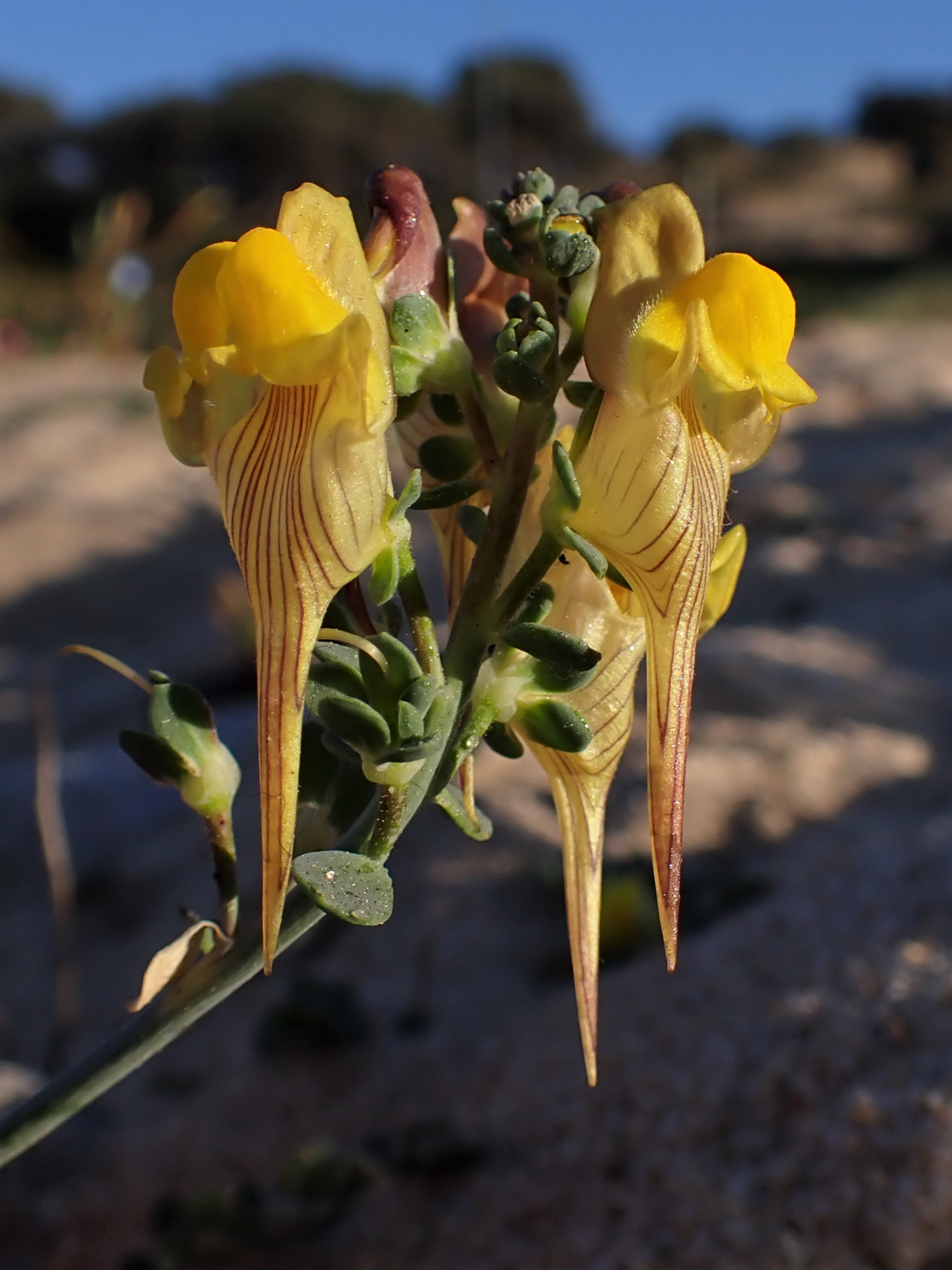
Linaria polygalifolia subsp. lamarckii

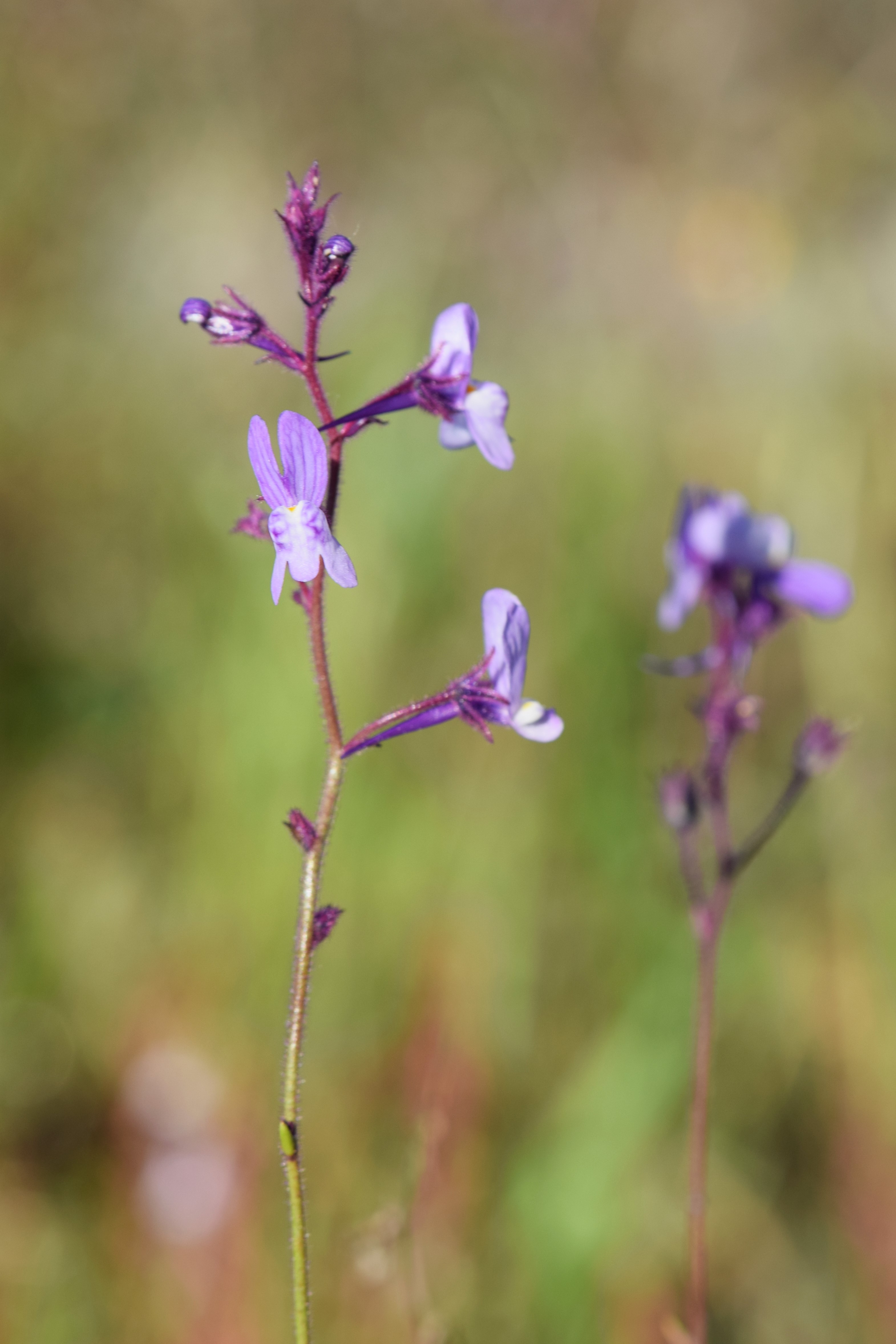
Linaria incarnata

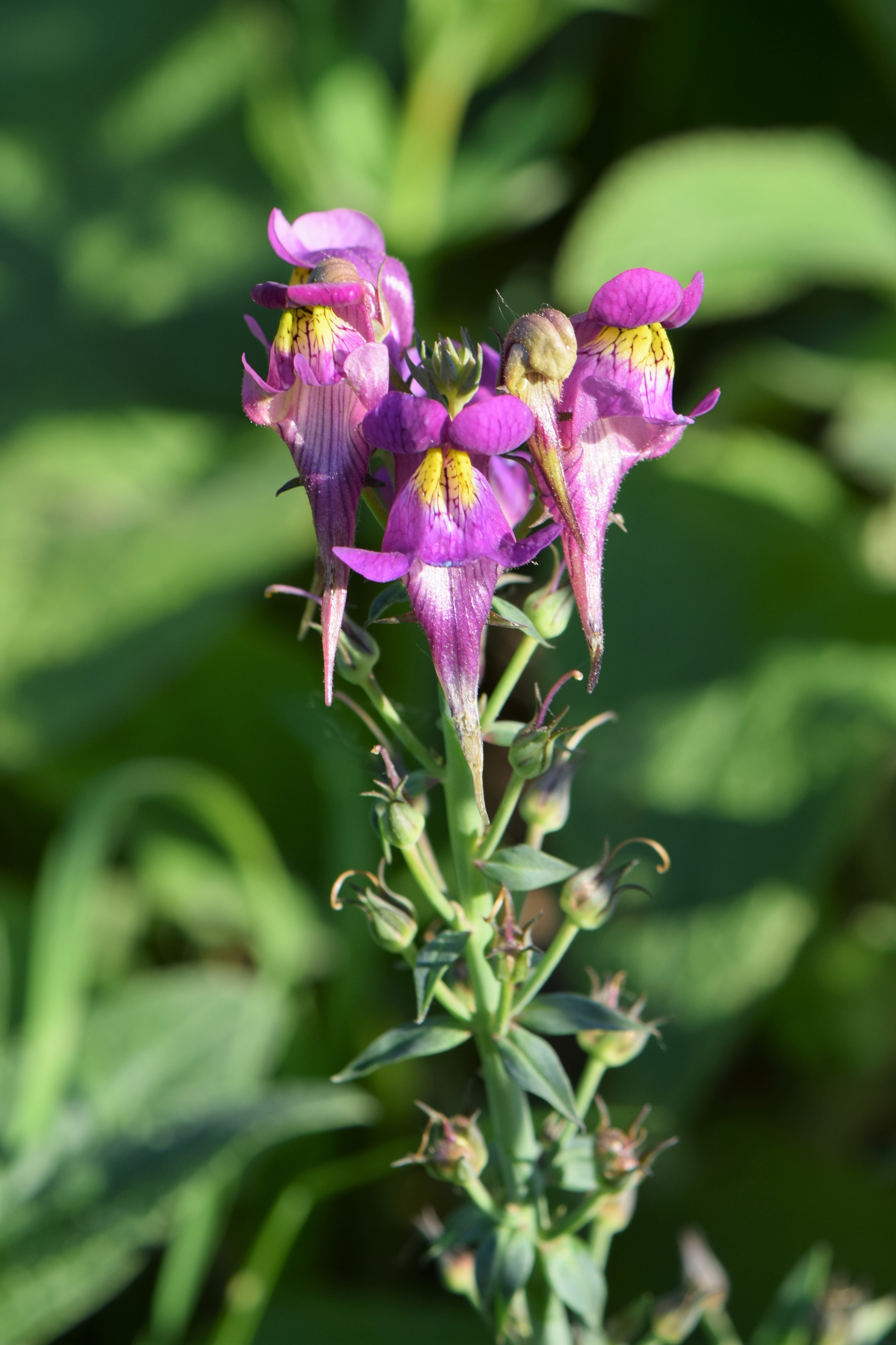
Linaria triornithophora

Jeden z rodzajów plemienia Antirrhineae w obrębie babkowatych (Plantaginaceae).
Wykaz gatunków
- Linaria accitensis L.Sáez, Juan, M.B.Crespo, F.B.Navarro, J.Peñas & Roquet
- Linaria acutiloba Fisch.
- Linaria aeruginea (Gouan) Cav.
- Linaria afghanica Podlech & Iranshahr
- Linaria alaica Junussov
- Linaria albifrons (Sm.) Spreng.
- Linaria algarviana Chav.
- Linaria alpina (L.) Mill. – lnica alpejska
- Linaria altaica Fisch.
- Linaria amethystea (Vent.) Hoffmanns. & Link
- Linaria amoi Campo ex Amo
- Linaria angustissima (Loisel.) Borbás
- Linaria antilibanotica Rech.f.
- Linaria arcusangeli Atzei & Camarda
- Linaria arenaria DC.
- Linaria arenicola Pau & Font Quer
- Linaria argillicola Juan, Blanca, Cueto, J.Fuentes & L.Sáez
- Linaria armeniaca Chav.
- Linaria arvensis (L.) Desf. – lnica polna
- Linaria atlantica Boiss. & Reut.
- Linaria azerbaijanensis Hamdi & Assadi
- Linaria badachschanica Junussov
- Linaria badalii Willk.
- Linaria bamianica Patzak
- Linaria becerrae Blanca, Cueto & J.Fuentes
- Linaria bessarabica Kotov
- Linaria biebersteinii Besser
- Linaria bipartita (Vent.) Willd.
- Linaria bipunctata (L.) Dum.Cours.
- Linaria bordiana Santa & Simonn.
- Linaria boushehrensis Hamdi & Assadi
- Linaria brachyphylla Delip.
- Linaria bubanii Font Quer
- Linaria bungei Kuprian.
- Linaria buriatica Turcz. ex Ledeb.
- Linaria caesia (Lag. ex Pers.) F.Dietr.
- Linaria capraria Moris & De Not.
- Linaria cavanillesii Chav.
- Linaria chalepensis (L.) Mill. – lnica alepska
- Linaria clementei Haens. ex Boiss.
- Linaria confertiflora Benth.
- Linaria corifolia Desf.
- Linaria × cornubiensis Druce
- Linaria cossoniana Braun-Blanq. & Maire
- Linaria cossonii Bonnet & Barratte
- Linaria cretacea Fisch. ex Spreng.
- Linaria dalmatica (L.) Mill. – lnica dalmacka
- Linaria damascena Boiss. & Gaill.
- Linaria decipiens Batt.
- Linaria depauperata Leresche ex Lange
- Linaria diffusa Hoffmanns. & Link
- Linaria dissita Pomel
- Linaria × dominii Druce
- Linaria dumanii A.Duran & Menemen
- Linaria elegans Cav.
- Linaria elymaitica (Boiss.) Kuprian.
- Linaria fallax Coss. ex Batt.
- Linaria farsensis Hamdi & Assadi
- Linaria fastigiata Chav.
- Linaria faucicola Leresche & Levier
- Linaria fedorovii Kamelin
- Linaria ficalhoana Rouy
- Linaria flava (Poir.) Desf.
- Linaria genistifolia (L.) Mill. – lnica janowcowata
- Linaria gharbensis Batt. & Pit.
- Linaria glacialis Boiss.
- Linaria glauca (L.) Cav.
- Linaria golestanensis Hamdi & Assadi
- Linaria grandiflora Desf.
- Linaria griffithii Benth.
- Linaria grjunerae Knjaz.
- Linaria guilanensis Hamdi & Assadi
- Linaria haelava (Forssk.) Delile
- Linaria hepatica Bunge
- Linaria heratensis Podlech & Iranshahr
- Linaria hirta (L.) Moench
- Linaria hohenackeri Tzvelev
- Linaria huteri Lange
- Linaria × hybrida Schur
- Linaria iconia Boiss. & Heldr.
- Linaria ikonnikovii Stasiak
- Linaria imzica Gómiz
- Linaria incarnata (Vent.) Spreng. – lnica czerwona, lnica dwudzielna
- Linaria incompleta Kuprian.
- Linaria intricata Coincy
- Linaria iranica Hamdi & Assadi
- Linaria × jalancina Gómez Nav., R.Roselló, A.Guillén, P.P.Ferrer, E.Laguna & Per
- Linaria japonica Miq.
- Linaria jaxartica Levichev
- Linaria joppensis Bornm.
- Linaria kavirensis Hamdi & Assadi
- Linaria khalkhalensis Hamdi & Assadi
- Linaria khorasanensis Hamdi & Assadi
- Linaria × kocianovichii Asch.
- Linaria kokanica Regel
- Linaria kulabensis B.Fedtsch.
- Linaria kurdica Boiss. & Hohen.
- Linaria latifolia Desf.
- Linaria laxiflora Desf.
- Linaria leptoceras Kuprian.
- Linaria lineolata Boiss.
- Linaria loeselii Schweigg. – lnica wonna
- Linaria longicalcarata D.Y.Hong
- Linaria macrophylla Kuprian.
- Linaria macroura (M.Bieb.) M.Bieb.
- Linaria maroccana Hook.f. – lnica marokańska
- Linaria maymanica Wendelbo
- Linaria mazandaranensis Hamdi & Assadi
- Linaria melampyroides Kuprian.
- Linaria melanogramma Rech.f., Aellen & Esfand.
- Linaria meyeri Kuprian.
- Linaria michauxii Chav.
- Linaria micrantha (Cav.) Hoffmanns. & Link
- Linaria microsepala A.Kern.
- Linaria multicaulis (L.) Mill.
- Linaria munbyana Boiss. & Reut.
- Linaria musilii Velen.
- Linaria nachitschevanica Tzvelev
- Linaria nigricans Lange
- Linaria nivea Boiss. & Reut.
- Linaria nurensis Boiss. & Hausskn.
- Linaria nuristanica Patzak
- Linaria oblongifolia (Boiss.) Boiss. & Reut.
- Linaria odora (M.Bieb.) Fisch.
- Linaria oligantha Lange
- Linaria × oligotricha Borbás
- Linaria onubensis Pau
- Linaria orbensis Carretero & Boira
- Linaria ordubadica Tzvelev
- Linaria pamirica (Junussov) Stasiak
- Linaria paradoxa Murb.
- Linaria parviracemosa D.A.Sutton
- Linaria pedicellata Kuprian.
- Linaria pedunculata (L.) Chaz.
- Linaria pelisseriana (L.) Mill.
- Linaria peloponnesiaca Boiss. & Heldr.
- Linaria peltieri Batt.
- Linaria pinifolia (Poir.) Thell.
- Linaria platycalyx Boiss.
- Linaria polygalifolia Hoffmanns. & Link
- Linaria popovii Kuprian.
- Linaria propinqua Boiss. & Reut.
- Linaria pseudolaxiflora Lojac.
- Linaria pseudoviscosa Murb.
- Linaria purpurea (L.) Mill. – lnica purpurowa
- Linaria pyramidalis (Vent.) F.Dietr.
- Linaria qartobensis Blanca, Cueto, J.Fuentes, L.Sáez & Tarifa
- Linaria quasisessilis Levichev
- Linaria reflexa (L.) Desf.
- Linaria remotiflora Patzak
- Linaria repens (L.) Mill. – lnica kreskowana
- Linaria ricardoi Cout.
- Linaria riffea Pau
- Linaria × rocheri P.Fourn.
- Linaria rubioides Vis. & Pančić
- Linaria sabulosa Czern. ex Klokov
- Linaria salangensis Podlech & Iranshahr
- Linaria salzmannii Boiss.
- Linaria saposhnikovii Nikitina
- Linaria saturejoides Boiss.
- Linaria saxatilis (L.) Chaz. – lnica skalna
- Linaria schelkownikowii Schischk.
- Linaria schirvanica Fomin
- Linaria semialata D.López, Sánchez-Gómez, J.F.Jiménez, J.B.Vera & Güemes
- Linaria × sepium G.J.Allman
- Linaria sessilis Kuprian.
- Linaria simplex Desf. – lnica pojedyncza
- Linaria spartea (L.) Chaz. – lnica miotlasta, lnica sznurowata
- Linaria striatella Kuprian.
- Linaria supina (L.) Chaz. – lnica rozesłana
- Linaria tarhunensis Pamp.
- Linaria tenuis (Viv.) Spreng.
- Linaria thibetica Franch.
- Linaria thymifolia (Vahl) DC.
- Linaria tingitana Boiss. & Reut.
- Linaria tonzigii Lona
- Linaria triornithophora (L.) Cav.
- Linaria triphylla (L.) Mill.
- Linaria tristis (L.) Mill.
- Linaria tursica Valdés & Cabezudo
- Linaria unaiensis Patzak
- Linaria × valdesiana Socorro & Aroza
- Linaria venosa Lindl.
- Linaria ventricosa Coss. & Balansa
- Linaria veratrifolia Patzak
- Linaria verticillata Boiss.
- Linaria vettonica Luceño, Mazuecos & P.Vargas
- Linaria virgata (Poir.) Desf.
- Linaria viscosa (L.) Dum.Cours.
- Linaria volgensis Rakov & Tzvelev
- Linaria vulgaris Mill. – lnica pospolita
- Linaria warionis Pomel
- Linaria weilleri Emb. & Maire
- Linaria yunnanensis W.W.Sm.
- Linaria yusufeliensis A.Galán, Makbul & Hamzaoğlu
- Linaria × zaborskiana Emb.
- Linaria zaissanica Semiotr.